# Metafísica dedutiva
A metafísica dedutiva busca, para a metafísica ou filosofia primeira, a certeza e indisputabilidade da matemática. O padrão e ideal metodológico da metafísica dedutiva são os Elementos de Euclides. Metafísica dedutiva é uma maneira de generalizar o método da matemática.
Metafísica dedutiva é o método filosófico por excelência de Spinoza na sua obra máxima, a Ética. Descartes emprega o método na exposição geométrica das Meditações sobre filosofia primeira. Spinoza também o emprega na sua exposição da filosofia de Descartes, os Princípios da filosofia de Descartes. Como Thomas Hobbes busca a certeza matemática no "Livro I" do Leviatã, ele também pode ser considerado um metafísico dedutivo.

## Indicação de livros
- Stuart Hampshire. 1951. Spinoza. London: Penguin Books, 1953.